# 마카네정
마카네정(真金町)은 일본 오카야마현 기비군에 있던 정이다. 현재의 오카야마시 기타구 기비쓰(吉備津)에 해당한다.

## 역사
- 1889년 6월 1일 - 정촌제 시행에 의해 가야군 마카네촌이 발족하였다.
- 1900년 4월 1일 - 가토군과 합병해 기비군이 되었다.
- 1905년 11월 5일 - 기비쓰역이 개업하였다.
- 1929년 8월 1일 - 정으로 승격해 마카네정이 되었다.
- 1953년 5월 18일 - 국도 제180호선이 개통하였다.
- 1960년 4월 1일 - 다카마쓰정에 편입합병 이후 기비군 다카마쓰정 마카네로 이행되었다.
- 1971년 1월 8일 - 다카마쓰정이 오카야마시에 편입되었다.